# 坚桃叶柃
坚桃叶柃（学名：Eurya persicifolia）为山茶科柃木属下的一个种。

## 扩展阅读
- 維基物種上的相關：坚桃叶柃